# 중국어의 방언

중국어의 방언 분포 (중국언어지도집)

중국어의 방언은 중국어의 변종으로 여겨지는 중국 본토 유래의 여러 언어들을 묶어 부르는 말이다. 표준 중국어가 기반을 두는 관화(官話)를 비롯하여 오어(吳語), 민어(閩語), 상어(湘語), 감어(贛語), 진어(晉語), 객가어(客家語), 월어(粵語) 및 기타 소수 언어를 포함한다. 모두 중고한어에서 분화된 것으로 추정되나 민어의 경우 상고한어 시기부터 이미 분화된 특징을 반영하고 있다는 학설이 있다. 전통적으로 중국어의 "방언"으로 불려왔으나 상호 의사소통이 어려워 학계에서는 별개의 언어들로 간주하고 중국어파(Sinitic languages)라는 표현을 쓰기도 한다.

## 방언군
- 관화(官話)
- 오어(吳語)
- 감어(贛語)
- 상어(湘語)
- 민어(閩語)
- 객가어(客家語)
- 월어(粵語)

학자에 따라 간혹 진어(晉語), 휘어(徽語), 광서평화(廣西平話) 등은 별도의 방언 구획으로 여겨진다.
전통적으로 방언을 남북 간에 크게 양분하는 경우가 많은데, 제리 노먼(Jerry Norman)은 북부 방언에 관화, 중부 방언에 오어, 감어, 상어, 남부 방언에 객가어, 월어, 민어를 포함시켰다. 그러나 역사적인 이주와 방언 간의 상호작용으로 인해 중국어 방언 분류에 트리 모델을 적용하기는 어렵다. 오어와 민어의 경계 등 일부 방언 구획은 명확하지만 관화와 상어, 또는 민어와 객가어와 같은 일부 방언의 지리적 경계는 불명확하다.

## 같이 보기
- 중국어
- 중국의 언어
- 중국티베트어족